# 梅雷迪思 (科羅拉多州)
梅雷迪思（英語：Meredith）是位於美國科羅拉多州皮特金縣的一個非建制地區。該地的面積和人口皆未知。

## 地理
梅雷迪思的座標為39°21′44″N 106°43′50″W / 39.36222°N 106.73056°W，而該地的平均海拔高度為2369米（即7732英尺）。